# Enlinia patellitarsis
Enlinia patellitarsis är en tvåvingeart som beskrevs av Robinson 1975. Enlinia patellitarsis ingår i släktet Enlinia och familjen styltflugor.
Artens utbredningsområde är Dominica. Inga underarter finns listade i Catalogue of Life.